# Palombara Sabina
Palombara Sabina, precedentemente Palombara (Palommara in dialetto locale) è un comune italiano di 13 116 abitanti della città metropolitana di Roma Capitale nel Lazio.

## Geografia fisica

### Territorio
Palombara Sabina sorge nella bassa Sabina a 372 metri di altezza sul livello del mare, sulle propaggini nord-occidentali dei monti Lucretili, sovrastata a est da Monte Gennaro.

### Clima
- Classificazione climatica: zona D, 2012 GR/G

## Storia
Palombara corrisponde probabilmente alla città di Cameria o di Regillum. Nelle campagne della frazione di Cretone sono stati ritrovati alcuni fossili, tra cui quello di un Elephas, custodito presso il Museo Paleontologico dell'Università di Roma "La Sapienza".
Nell'VIII secolo il centro sia chiamato Palumba o Palumbus, nome attestato dalla presenza di colombai e dall'allevamento di colombi nella zona. Quindi fu dominio dell'abbazia di Farfa. Il toponimo Palumbaria risale IX secolo e pare derivare da un fondo dato in enfiteusi conosciuto come casa Palumbi o, secondo altre fonti, da Palumbi farae ("fara di Palumbus" in lingua latina). Nell'XI secolo il paese fu chiamato Palumbaria quando fu feudo del duca Alberico il Longobardo. Nel 1279 fu dei Savelli. Nel 1600 i Savelli vendettero il feudo ai Borghese che ne divennero duchi. Palombara Sabina fu testimone della campagna garibaldina del 1867.
Nel 1870, dopo la breccia di Porta Pia, Palombara entrò a far parte del Regno d'Italia e cambiò nome in Palombara Sabina.

## Monumenti e luoghi d'interesse

### Architetture religiose
Nel territorio comunale vi sono anche:
- l'Abbazia di San Giovanni in Argentella;
- la Chiesa di Santa Maria Annunziata o Chiesa di Santa Maria del Gonfalone;
- la chiesa di San Biagio;
- la chiesa di Sant'Egidio
- i ruderi del convento di San Nicola.

### Architetture civili
- il borgo del centro storico:

Il borgo corrisponde al centro storico di Palombara, (completamente arroccato su una collina ai piedi di Monte Gennaro) nel punto più alto si trova il castello Savelli. Il borgo risale all'epoca dell'incastellamento (circa nel X secolo) quando gli abitanti si attorniavano intorno ad un castello per sentirsi sicuri. Venne dapprima costruita una torre di guardia del castello (IX secolo). La torre constava di 8 piani.
La torre fu ampliata, nel frattempo sorse tutt'intorno l'abitato con vie che salgono e s'intrecciano a spirale. Salendo su s'incrocia il Muro del soccorso, lungo circa cento metri, era coperto da merlature alternate a 37 feritoie. Il Muro del soccorso collegava la torre cilindrica con la Rocca. Le vie, molto strette, consentono di respirare un'aria ferma nel Medioevo, ove le case sono per la maggior parte dei casi originarie dell'inizio della fondazione. Fu testimone nel 1867 della campagna dell'Agro romano per la liberazione di Roma con la colonna guidata dal colonnello Paggi. Il centro abitato è in continua espansione verso le campagne.

### Architetture militari
Nel centro storico vi è il castello Savelli Torlonia edificato dai Crescenzi Ottaviani che ospita un Museo naturalistico. Dopo il recente restauro (2008) vi è stata inaugurata inoltre l'esposizione permanente delle sculture romane in marmo rinvenute nel 1986 nella località "Formello", una delle quali, raffigurante una figura femminile, è copia di opera dello scultore greco Kephisodotos che rappresenta Eirene (personificazione della Pace). 

### Altro
- i ruderi della rocca di Castiglione
- lo stabilimento termale "Terme di Cretone" nella frazione omonima.

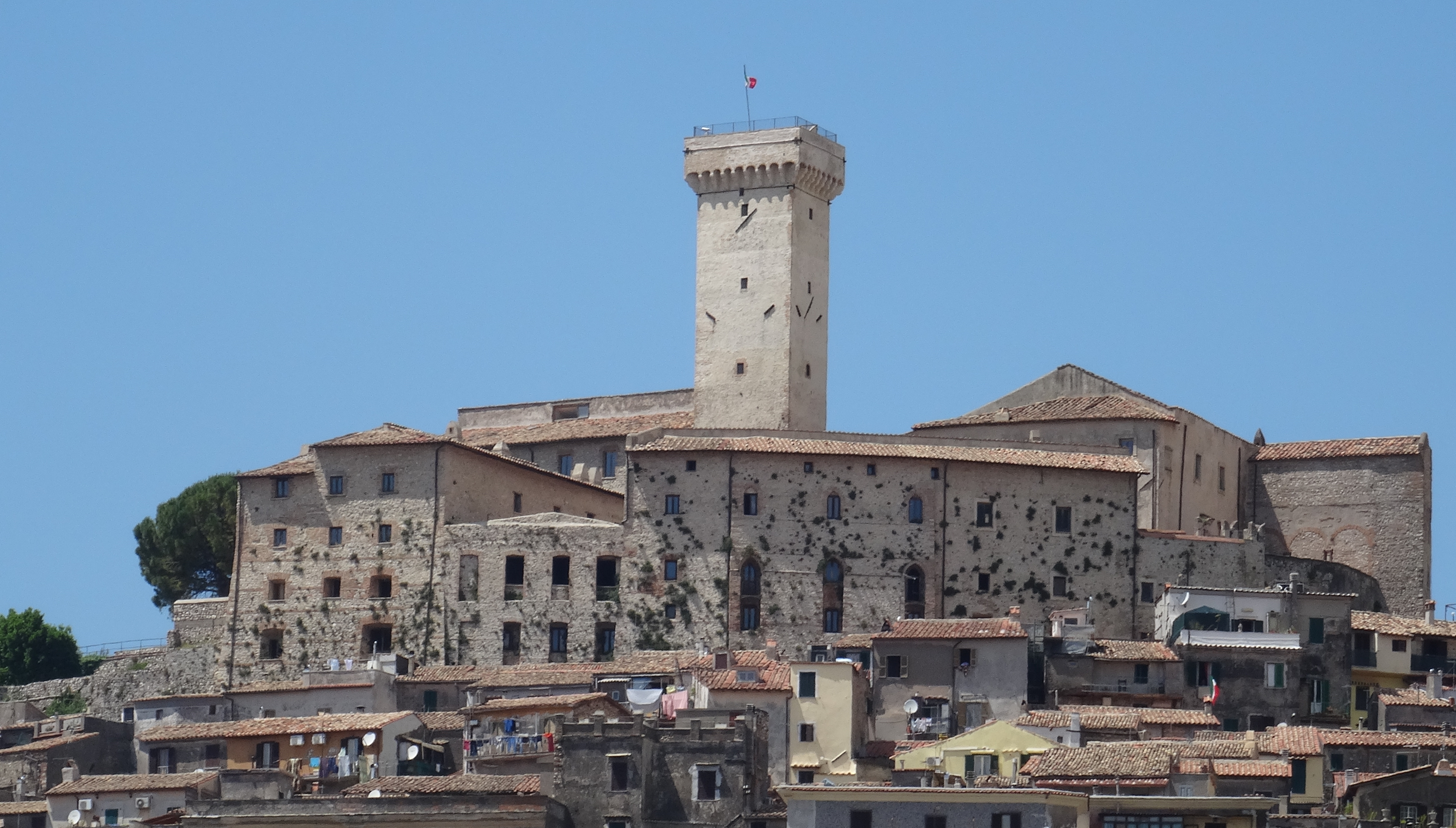
Castello

### Aree naturali
- Parco regionale naturale dei Monti Lucretili
- Percorso d'Arte a Castiglione
- Riserva naturale della Macchia di Gattaceca e Macchia del Barco

## Società

### Evoluzione demografica
Abitanti censiti

### Tradizioni e folclore
- "Festa di Sant'Antonio Abate". Durante la festa si svolge una processione e la benedizione dei trattori (una volta si benedicevano gli animali).
- "Festa patronale di S. Biagio". Durante la festa di San Biagio, 3 febbraio, si svolge una processione, poi si estrae a sorte un fedele che ospiterà una statua del santo nella propria casa fino alla festa successiva, poi vengono benedette le gole dei fedeli accorsi in chiesa (San Biagio è il santo protettore contro le malattie della gola).
- Settimana Santa: "Processione del Venerdì Santo" nel centro storico con la partecipazione di 2 confraternite locali.
- "Processione del Corpus Domini" durante la quale partecipa la confraternita dei "Bianchi", i cui adepti partecipano con il camice bianco ed il viso scoperto.
- 15 giugno: Festa di San Vito Martire, Patrono di Cretone
- "Festa della Madonna della Neve"; 5 agosto. La festa si svolge in occasione di una processione durante la quale viene portata per il centro storico l'immagine della Madonna del 1940.
- 29 agosto*; "Festa di San Giovanni Battista" a Stazzano
- A Natale si svolge il concerto di natale per pianoforte nella sala delle capriate al Castello Savelli-Torlonia.

#### Il costume palombarese
Questo vestito veniva anticamente indossato dalle donne del paese nel giorno delle loro nozze ed altre importanti manifestazioni.
L'abito era cucito in taffetà in caffè, broccati, pizzi e merletti, uniti a volte con spille e fermagli ed impreziosito da coralli e filigrane.
Le stoffe verdi erano utilizzate per la scamiciata (impreziosita da un merletto inamidato), al fazzoletto ed allo zinale di maglia fissa.
Altri colori erano l'oro ed il rosso (i colori predominanti del vestito).
Anticamente le ragazze lo cucivano vicino al fuoco.
Si incominciava ad indossare la scamiciata, poi veniva indossato la camiciola o un semplice panno rosso, poi il busto in broccato, indi veniva indossata la gonna (detta localmente vunnella).

Infine venivano indossati lo zinale ed il fazzoletto che veniva posto sopra le spalle.

## Cultura

### Eventi
Dal 2012 si tiene la rassegna Percorso d'Arte a Castiglione - Simposio Internazionale di Scultura e Mostra Coesione presso il Castello Savelli, promossa dal Comune Assessorato alla Cultura e Turismo.  Per ogni edizione partecipano artisti dell'Accademia di Belle Arti di Roma e altre nazionalità invitate, installando opere d'Arte permanenti sul territorio.Trenta opere in Travertino Romano sono installate nelle edizioni 2012-2017-2019

## Economia

### Agricoltura
È uno dei comuni della città metropolitana di Roma Capitale il cui territorio è compreso nell'area di produzione dell'Olio di Oliva Sabina (DOP). Nel dicembre 2022, a seguito di delibera del consiglio comunale, Palombara Sabina diventa socio all'associazione nazionale città dell'olio con lo scopo di rafforzare e promuovere l'identità culturale del territorio, del paesaggio e delle produzioni tipiche come l'olio extra - vergine di oliva.
Un'altra produzione di punta dell'agricoltura palombarese è quella delle ciliegie, in dialetto cerase; tra le diverse qualità spicca la Ravenna conosciuta anche come la cerasa del Papa in quanto nel XIII secolo, quando i palombaresi regalarono un cesto di queste ciliegie a papa Onorio IV Savelli, egli fu talmente contento di assaggiarle che chiese ai palombaresi di riceverne ancora in dono ogni anno, come primizia. A Palombara si svolge ogni anno nel mese di giugno la sagra delle cerase la cui prima edizione risale al 1933; questo appuntamento è caratterizzato dalla sfilata di carri allegorici realizzati seguendo regole provenienti da una tradizione molto antica e che vedono, in via predominante, le ciliegie protagoniste della costruzione e dell'addobbo di questi carri.

## Infrastrutture e trasporti

### Strade
Palombara Sabina è servita dalle seguenti strade provinciali della città metropolitana di Roma Capitale:
- SP44/b dei Cinque Sassi: collega Palombara Sabina a Montecelio di - Guidonia (4,3 km)
- SP30/b Cretone la Fiora: Palombara Sabina (2,5 km)
- SP636 (ex SS636) di Palombara: SS4 Salaria presso Acquaviva la collega a Montelibretti - Moricone, Marcellina, Villanova di Guidonia (32,0 km)
- SP27/b del Laghetto: Palombara Sabina - Moricone (3,9 km)
- SP22/b dell'Osteria di Moricone (incrocio strada della neve): la collega a Moricone e Montelibretti
- SP23/a Palombarese: Guidonia Montecelio (Colleverde) - Fonte Nuova - Sant'Angelo Romano - Castelchiodato (36,1 km)
- SP35/d Pascolare/strada della neve: la collega a Monterotondo, Castelchiodato, Via Salaria, Stazzano, Passo Corese
- SP23/b Ponte delle Tavole: collega Palombara a Monterotondo, Castelchiodato, Sant'Angelo Romano

### Ferrovie
La cittadina è ben collegata tramite numerose corse Cotral alla stazione di Passo Corese sulla FL1 Orte-Fiumicino Aeroporto, in alternativa tramite navette private è possibile raggiungere la Stazione di Piana Bella di Montelibretti, sempre sulla FL1.
Inoltre è servita dalla Stazione di Marcellina-Palombara, sulla FL2, servita dalle corse cotral provenienti da Nerola e Palombara stessa e dirette a Tivoli

### Ospedali
A Palombara Sabina vi è l'ospedale del SS. Salvatore sito in piazza Salvo D'Acquisto.

## Amministrazione
Nel 1872 Palombara cambia denominazione in Palombara Sabina.
| Periodo           | Periodo           | Primo cittadino           | Partito                            | Carica                  | Note |
| ----------------- | ----------------- | ------------------------- | ---------------------------------- | ----------------------- | ---- |
| 7 giugno 1993     | 2 maggio 1994     | Luigi Bonifazi            | lista civica                       | Sindaco                 |      |
| 21 novembre 1994  | 24 febbraio 1996  | Luigi Filippo Della Rocca | Partito Democratico della Sinistra | Sindaco                 |      |
| 11 marzo 1996     | 10 giugno 1996    | Raffaele Bonanno          | -                                  | commissario prefettizio |      |
| 10 giugno 1996    | 17 aprile 2000    | Massimo Fieramonti        | lista civica di sinistra           | Sindaco                 |      |
| 17 aprile 2000    | 5 aprile 2005     | Massimo Fieramonti        | lista civica di centro-sinistra    | Sindaco                 |      |
| 5 aprile 2005     | 30 marzo 2010     | Paolo Della Rocca         | lista civica                       | Sindaco                 |      |
| 30 marzo 2010     | 1º giugno 2015    | Paolo Della Rocca         | lista civica                       | Sindaco                 |      |
| 1º giugno 2015    | 22 settembre 2020 | Alessandro Palombi        | Lista civica "Primavera Sabina"    | Sindaco                 |      |
| 22 settembre 2020 | in carica         | Alessandro Palombi        | Lista civica "Sabina Futura"       | Sindaco                 |      |

### Altre informazioni amministrative
- Fa parte della Comunità montana dei Monti Sabini, Tiburtini, Cornicolani e Prenestini

## Sport
Ha sede nel comune la società di calcio A.S.D. Palombara, fondata nel 1923, che milita in Promozione, sesta serie del campionato italiano di calcio. 
Dal 2020 ha incorporato la società di calcio a 5 Virtus Palombara che nel 2015-2016 raggiunse il suo culmine con la partecipazione al campionato di Serie B.

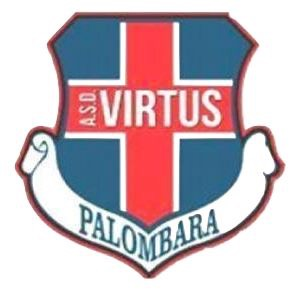
Logo della Virtus Palombara